# Фурникэ, Ион
Ион Фурникэ (рум. Ion Furnică, 9 июня 1931, с. Манта, Кахульский район, Румыния — 28 июля 2015, Кишинёв, Республика Молдова) — советский и молдавский танцовщик, артист Молдавского национального академического ансамбля танца «Жок», народный артист Молдавской ССР (1960), лауреат Государственной премии СССР (1972).

## Биография
С 1949 по 1972 гг. — солист фольклорного ансамбля «Жок». Среди наиболее известных постановок с его участием: «M-am pornit la Chişinău» («Я поехал в Кишинев»), «Baba mea» («Моя старуха»), образы парня в дуэте «На винограднике», командира в «Котовцах», влюбленного парня в «Пэкалэ», лэутара в «Скрипке». В 1957 г. на Всесоюзном фестивале молодежи в Москве хореографический этюд «M-am pornit la Chişinău» в исполнении Иона Фурникэ и Спиридона Мокану, Любомира Йорги и Надежды Городецкой получил первый приз и золотую медаль,
Выступал на сценах Румынии, Бельгии, Бразилии, Мексики, Германии, Венгрии, Чили, Кубы и других стран. Лауреат Всемирного фестиваля молодежи и студентов в Бухаресте (1953) и Москве (1957).
С 1972 г. являлся художественным руководителем ансамбля народных танцев «Чокырлия». Также работал хореографом в ансамблях «Тинереця» Технического университета Молдовы, «Спикушор» лицея им. Георге Асаки, «Миорица» в Центре творчества детей и молодежи в Кишиневе.

## Награды и звания
Награждён орденом Трудового Красного Знамени.
В 1960 г. был удостоен звания народного артиста Молдавской ССР, а в 1972 г. — Государственной премии СССР.